# Vazeilles-Limandre
Vazeilles-Limandre è un comune francese di 239 abitanti situato nel dipartimento dell'Alta Loira della regione dell'Alvernia-Rodano-Alpi.

## Società

### Evoluzione demografica
Abitanti censiti